# Leucocelis nitidula
Leucocelis nitidula är en skalbaggsart som beskrevs av Olivier 1789. Leucocelis nitidula ingår i släktet Leucocelis och familjen Cetoniidae. Utöver nominatformen finns också underarten L. n. vrydaghi.